# Замок Руффини
Замок Руффини (нем. Ruffinischlösschen) — небольшой замок, расположенный в районе Ахдорф нижнебаварского города Ландсхут. Здание, построенное во второй половине XVII века, является памятником архитектуры Баварии (No. D-2-61-000-554). Сегодня оно расположено на территории начальной школы имени Карла Хейса и используется как школьная кухня и актовый зал.